# Манишка

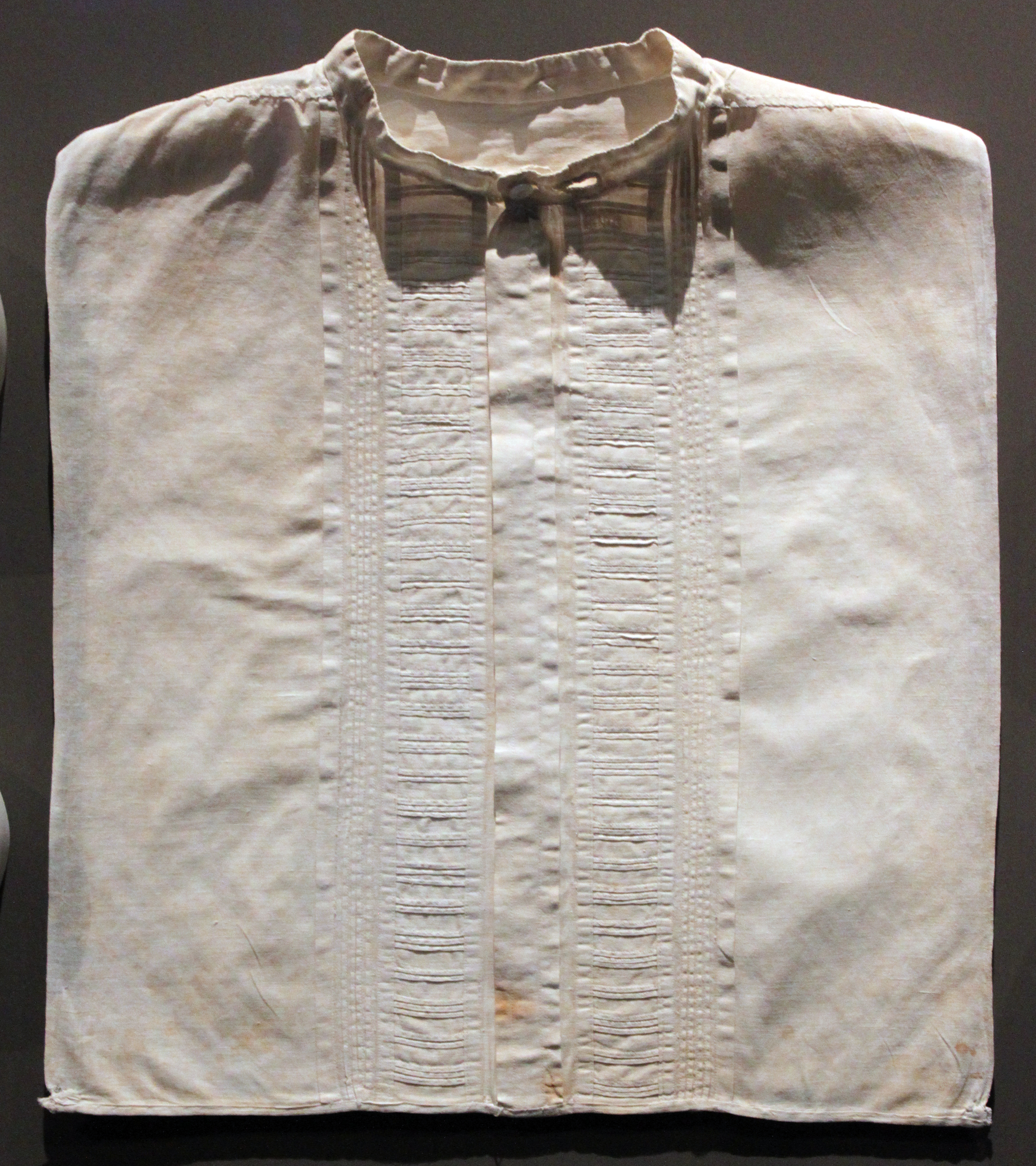
Женская манишка из собрания Германского национального музея, 1915

— Вы мне ответите за манишку, — злобно кричал Паниковский, закрываясь локтями. — Имейте в виду, манишку я вам никогда не прощу! Теперь таких манишек нет в продаже!
Мани́шка («нагрудник», от итал. manica — «рукав» либо пол. manyż — «косметика» либо от древнерусск. «манить») — нагрудная вставка с воротничком в мужской и женской одежде, которая видна в вырезе жилета, фрака или дамского платья и имитирует сорочку. Швея, изготавливавшая манишки, называлась манишницей.
В России манишка появилась в XVIII веке на белых сорочках аристократов. Состоятельные люди заказывали бельё из голландского пике. С общей демократизацией одежды белое бельё стали носить и другие слои населения. Бедное чиновничество носило с мундирными сюртуками «гаврилки» — пристёгивающиеся манишки, которые английские денди окрестили «пристёгивающейся элегантностью». В целях экономии манишка вместе с манжетами стали пришивными или съёмными, особенно в форменной одежде, их обычно прикрепляли к сорочкам из более дешёвых тканей. Манишки украшали гофрированным жабо, белой вышивкой, складками, защипами, тесьмой. Обычно манишки были светлого, чаще белого цвета. В 1820—1830 годах у приверженцев романтики были популярны манишки чёрного цвета. С середины XIX века на самом низу манишки (как и изначально пришивной, так и съёмной) мог присутствовать язычок с петелькой, застёгивавшийся к поясу брюк или кальсон для того, чтобы она не задиралась. Особую популярность эта деталь на манишке обрела в 1880-е годы. К концу XIX века съёмные манишки стали носить и вполне обеспеченные люди, но такие манишки уже назывались на французский манер пластронами, а затем на смену манишкам пришли не требовавшие ухода целлулоидные воротники. В начале XX века манишки носили в Москве приказчики, музыканты, официанты и мелкие служащие, которым по работе требовалось носить чёрный пиджак или смокинг с крахмальной сорочкой. Одно из московских прозвищ официантов — «гаврилочники». У парикмахеров в Москве высоким шиком считалось носить на работе под пиджак слегка помятую манишку с цветным галстуком. После 1917 года в России среди мужчин манишка вышла из употребления. В СССР, согласно Товарному словарю 1958 года, мужская манишка представляла собой бельевое изделие, заменявшее верхнюю сорочку, их носили под костюм пиджачного типа, пристёгивая наверху запонками к стойке ворота нижней сорочки, шлёвками по бокам к помочам и петелькой внизу к поясу кальсон или брюк. Их изготавливали из пике или гладкой мерсеризованной хлопчатобумажной ткани разных фасонов (с бантовой складкой посередине, с мелкими складками по сторонам разреза, с крыльями из шифона и мадаполама) однотонными, цветными и полосатыми. Также, по крайней мере, в 1930-1940-х годах в СССР изготавливались и дневные сорочки с манишкой и язычком-петелькой.
Женщины в России стали носить манишки с середины XIX века. Их шили для дамских платьев, блузок и костюмов из разнообразных тканей с кружевами, пуговицами, вышивкой и рюшами. Женскую манишку в России также называли «шемизеткой». Для женщин в СССР манишки изготавливались из разнообразных тканей самых разных фасонов, они служили не только элементом одежды, но и заменяли блузку или жилет. Их также носили под жакет, платье-костюм и платье с глубоким вырезом, и они считались изделием швейной галантереи.
Популярная деталь мужской одежды часто встречается во многих произведениях классиков русской литературы XIX века. В повести «Нос» Н. В. Гоголя главный герой «майор» Ковалёв носит манишки, которые приобретает у уличных разносчиц, что говорит о его сомнительном социальном положении. Сильно накрахмаленная манишка и опрятный вид помогли Чичикову в «Мёртвых душах» добиться благосклонности сурового начальника-повытчика. В стихотворении «Помещик» И. С. Тургенева о том, что у образованного гувернёра-иностранца Адам Адамыча плохо шли делишки, говорят его старомодные в 1840-х годах «чёрные манишки и короткий безобразный фрак». Манишки из коленкора носил Мармеладов в романе Ф. М. Достоевского «Преступление и наказание», их дешевизна особенно заметна в сравнении с «полдюжиной голландских рубах», сшитых его супругой для статского советника Клопштока.
По мнению филолога Ю. В. Подковырина, манишка, фиктивная одежда, скрывающая отсутствие настоящей, в описании внешности Паниковского в «Золотом телёнке» — признак публичности героя, у которого отсутствует интимно-домашний, частный слой одежды.